# جوزيف جيفرسون فيشر
جوزيف جيفرسون فيشر (بالإنجليزية: Joseph Jefferson Fisher)‏ هو قاضي ومحامي أمريكي، ولد في 16 أبريل 1910، وتوفي في 19 يونيو 2000.